# Marcel Marion
Marcel Marion (* 4. März 1857 in Rennes; † 24. März 1940 in Paris) war ein französischer Historiker und Hochschullehrer.

## Leben
Noël François Marcel Marion, Sohn des Sekretärs des Präfekten von Ille-et-Vilaine Alexandre Marion und dessen Gattin Eulalie Corrard, studierte in Paris am Lycée Rodin, am Lycée Charlemagne und an der École normale supérieure. Nach dem Studium arbeitete Marcel Marion zunächst als Lehrer an Gymnasien in Angoulême, Bordeaux, Reims und Rennes sowie am Collège Stanislas in Paris. 1892 wurde er an der Universität Bordeaux zum Doktor der Geschichtswissenschaft promoviert und war 1912 bis 1932 Professor für Ökonomie und Sozialwissenschaften am Collège de France. Zudem lehrte er an den Universitäten Bordeaux und Toulouse.
Seit 1903 war Marcel Marion Mitglied der Académie nationale des sciences, belles-lettres et arts de Bordeaux, Mitglied des Comité des travaux historiques et scientifiques und seit 1926 Mitglied der Académie des sciences morales et politiques. Ab 1926 war er Mitglied und von 1931 bis 1932 Präsident der Société de l’histoire de France.
Marcel Marion war mit Nicole Drevon verheiratet.

## Werk (Auswahl)
- Machault d’Arnouville, étude sur l’histoire du contrôle général des finances de 1749 à 1754. Diss.[1] Paris 1891 (online – Internet Archive)
- La Bretagne et le duc d’Aiguillon 1753–1770. Paris 1898 (online – Internet Archive)
- L’impôt sur le revenu au dix-huitième siècle, principalement en Guyenne. Toulouse 1901 (online – Internet Archive)
- La vente des biens nationaux pendant la Révolution. Paris 1908 (online – Internet Archive)
- Les impôts directs sous l’Ancien Régime principalement au XVIIIe siècle. Paris 1910 (online – Internet Archive)
- Histoire financière de la France depuis 1715. Paris 1928 (online – Internet Archive)

### Herausgeber
- zusammen mit Alfred Rébelliau: Voltaire: Le siècle de Louis XIV (online, Ausgabe 1894 – Internet Archive)

## Ehrung
- 1932 Offizier der Ehrenlegion
- Preise an der Académie française
  - 1893, 1919 Grand Prix Gobert
  - 1899, 1905 Prix Thérouanne
  - 1902 Prix Halphen

## Anmerkung
1. ↑  Dissertation

| Personendaten    | Personendaten                                                 |
| ---------------- | ------------------------------------------------------------- |
| NAME             | Marion, Marcel                                                |
| ALTERNATIVNAMEN  | Marion, Noël François Marcel (vollständiger Name); Marion, M. |
| KURZBESCHREIBUNG | französischer Historiker und Hochschullehrer                  |
| GEBURTSDATUM     | 4. März 1857                                                  |
| GEBURTSORT       | Rennes                                                        |
| STERBEDATUM      | 24. März 1940                                                 |
| STERBEORT        | Paris                                                         |